# Corbin Fisher
Corbin Fisher is een Amerikaanse filmstudio, die zich richt op homo-pornografie. Het bedrijf heeft zijn hoofdvestiging in Las Vegas. De studio bestaat uit een hoofdwebsite met de naam CorbinFisher.com, maar tevens zijn de websites AmateurCollegeSex.com, AmateurCollegeMen.com en ShopCorbinFisher.com ook eigendom van het bedrijf. De oprichter van Corbin Fisher, die als een alias ook de naam Corbin Fisher gebruikt, begon met het filmen van mannen als een vrijetijdsbesteding en lanceerde een website in 2004. Het bedrijf maakte in 2008 haar eerste volledige film. Sinds 2009 werkt het bedrijf nauw samen met Bel Ami wanneer het om productie en distributie gaat.
De producten van Corbin Fisher hebben goede recensies gekregen bij zowel de media als mensen uit de industrie zelf. In 2006 mocht Fisher een prijs in ontvangst nemen in de categorie Adult Gay Megasite bij de Cybersocket Awards. Sinds die tijd wordt de studio met regelmaat genomineerd voor prijzen, zowel voor haar videobestand als voor de websites. In 2011 werd Corbin Fisher bij de Xbiz Awards uitgeroepen tot de Gay Site of the Year.

## Geschiedenis
Jason Gibson, die de naam Corbin Fisher als een alias gebruikte, werkte jarenlang als politieagent en human resources manager. Met een grote interesse voor pornografie begon Fisher met het filmen van mannen in zijn vrije weekenden. In januari 2004 startte hij de website Corbin Fisher.com en het bedrijf groeide sindsdien erg snel. AmateurCollegeMen.com zag eveneens in 2004 het levenslicht. Excelsior Productions, de overkoepelende organisatie, werd in 2005 opgericht door Gibson. Brian Dunlap werd in datzelfde jaar nog aangesteld als marketing director. In februari 2006 sponsorde Corbin Fisher The Gay Phoenix Forum, een bijeenkomst voor website-eigenaren en de bezoekers van websites.
In september 2008 maakte Valeriano Elfodiluce van de Italiaanstalige site Gay.it wereldkundig dat Corbin Fisher onderwijs aanbiedt aan modellen die zich exclusief zullen laten contracteren aan het bedrijf. Ook werd een medische en levensverzekering betaald door Fisher. 